# Vaticaanse Heuvel

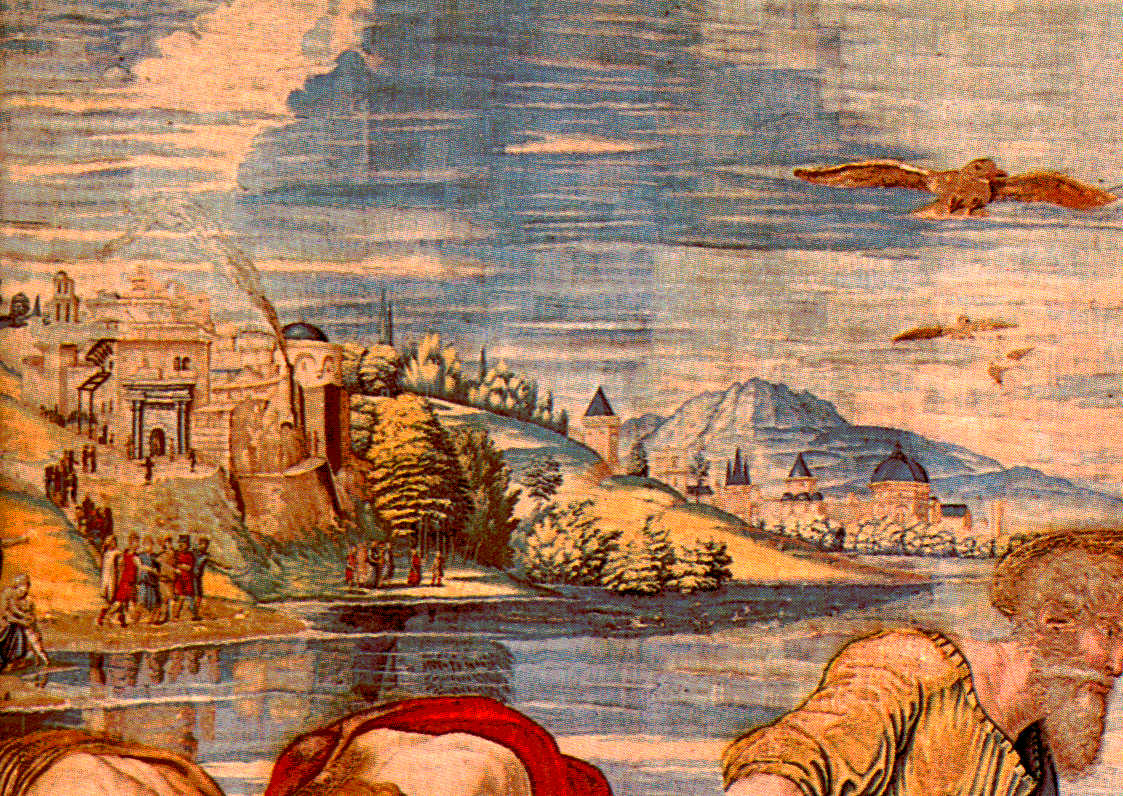
Wandtapijt uit ca. 1519 waarop de Vaticaanse Heuvel staat afgebeeld.

De Vaticaanse Heuvel (Italiaans: Colle Vaticano; Latijn: Vaticanus Mons) is de heuvel waarop het Vaticaan is gebouwd en waaraan het zijn naam heeft ontleed. De 75 meter hoge heuvel ligt op de rechteroever van de Tiber en tegenover de zeven heuvels van Rome. Het zou ooit de plaats van de Etruskische stad Vaticum geweest zijn.
In de 1ste eeuw n.Chr. lag de heuvel buiten de toenmalige grenzen van de stad Rome. Er werd een circus (het Circus van Nero, ook bekend onder de naam Circus Vaticanus) en een begraafplaats aangelegd op de heuvel. Boven op de begraafplaats, waar een aantal vroegchristelijke personen lagen begraven, en meer bepaald op het graf van de heilige Petrus, werd de oude Sint-Pietersbasiliek gebouwd. Er lag nog een andere begraafplaats dichtbij, die voor het publiek werd opengesteld op 10 oktober 2006 om de 500e verjaardag van de Vaticaanse Musea te vieren.